# Európai Idő (hetilap)
Európai Idő kisebbségvédelmi hetilap, melyet az 1989-es romániai forradalom után alapítottak Sepsiszentgyörgyön magánkiadásban, hamarosan országos hírnévre tett szert, 1990. január 27-én indult. A kezdeti harmincezres példányszám után azonban 1991-ben már csak csak ötezer kelt el a lapból. 1991 októberben volt olyan idő, amikor péntekről hétfőre több mint száz százalékkal drágult a papír és drágult a postai díjszabás is. Az Európai Idő több változtatást hajtott végre, részben magazinná, majd kétheti lappá alakult. 1992 áprilisra újból sikerült elérniük a tízezres példányszámot. A kiadó elindította Orbán Balázs A Székelyföld leírása című munkájának füzetenkénti kiadását: 26 füzetben kiadták a művet, 35 ezer példányban, ez a nagy mennyiség előfizetőkre talált. 1996 júniusában jelentek meg az utolsó füzetek.
1992-ben kezdték el a Jókai-sorozat kiadását a lap fenntartása céljából. 1996 novemberében kiadta az Európai Idő első évkönyvét az 1997. évre.
1998 január 5-én új napilap indul Sepsiszentgyörgyön Erdély címmel. A próbaszám 1997. december 22-én jelent meg. Az Európai Idő Kiadó és a TNN napilapja „új, keresztény értékeket /is/ fölvállaló” független hírlap akar lenni.
1998 novemberében az Európai Idő Kiadó erdélyi receptek sorozatának kiadását indította el. Az első kötet a Csángó szakácskönyv.
2006. március 8-án a rendőrség elkobozta az Európai Idő című Sepsiszentgyörgyön kiadott lap aktuális példányait, valamint a terjesztésre – árusításra vonatkozó okiratokat. A lap főszerkesztője szerint – Mit kíván a Székely Nemzet – A székelyek 12 pontja című szerkesztőségi cikk közlése miatt kobozták el a példányszámokat. 
A szolgálatok megpróbálták elhallgattatni az Európai Időt, de nem sikerült nekik. 2015-ben 25 év folyamatos megjelenés után az Európai Idő megváltoztatta nevét Székely Időre.[forrás?]